# Gran City Pop
Gran City Pop è il nono album in studio dalla cantante messicana Paulina Rubio, pubblicato il 23 giugno 2009 su etichetta discografica Universal Music. L'album era atteso dopo l'estate del 2008 e debutta in Messico, in Colombia e nell'America centrale al primo posto delle classifiche di vendita ancor prima di lanciare il primo singolo, e raggiunge il Billboard Hot Latin Songs. Appena una settimana dopo la pubblicazione, l'album ottiene il disco di platino negli Stati Uniti e Porto Rico, e quello d'oro in Messico. L'album vende più di trecentomila copie in tutto il mondo.

## Promozione
Per la promozione del disco la cantante ha tenuto un concerto privato l'11 maggio 2009 al Gotham Hall nella città di New York. Il concerto è stato presentato da Univision Radio.
Durante il suo soggiorno a New York, ha visitato l'MTV Tr3s Studios, ha registrato lo show ESL, e ai fan ha presentato il singolo Causa y efecto. La performance è stata trasmessa il 14 maggio.
La Rubio apparve a Los Premios MTV Latinoamérica 2009 il 15 ottobre cantando insieme a Cobra Starship il singolo Good Girls Go Bad e Ni rosas ni juguetes. Shere era l'interprete femminile con più candidature: Video dell'anno, Migliore Artista, Migliore Artista Pop, e Migliore Artista Solista dell'anno, vincendo come Migliore Solista. Rubio e Cobra Starship hanno vinto un MTV Awards per "Migliore Performance" battendo artisti come Shakira, Nelly Furtado, e Wisin y Yandel.
Il 1º novembre, la Rubio ha eseguito Ni rosas ni juguetes nello show televisivo ¡Viva el sueño!, simile al reality show American Idol.
Il 12 novembre, partecipa ai Premios Telehit 2009 che si svolgono in Messico.

## Singoli estratti
Causa y efecto è il primo singolo estratto da Gran City Pop ed è stato presentato in anteprima alla radio negli Stati Uniti il 30 marzo e il 1º aprile in tutto il mondo. Il video del singolo è stato trasmesso il 6 maggio da Universal Music España. Prima di pubblicare l'album, il singolo ha debuttato al primo posto negli US Billboard Hot Latin Songs.
Ni rosas ni juguetes è stato pubblicato come secondo singolo. Il video è stato diretto da Jessy Terrero il 26 agosto a New York; il singolo ha raggiunto la posizione 19 nella Hot Latin Songs e la 9 in Latin Pop Songs.
Algo de ti è il terzo singolo pubblicato nel 2010. Il video è stato girato a Miami. La cantante si presenta con questo singolo insieme a Wycelf nei Billboard Latin American 2010.

## Tracce
CD
1. Causa y efecto (Mario Doom, Mónica Vélez) - 3:37
2. La danza del escorpión (Fernando José Montesinos Guerrero; Paulina Rubio) - 3:10
3. Enséñame (Paulina Rubio; Estéfano; David Cabrera) - 3:38
4. Melodía de tu alma (Paulina Rubio; Estéfano) - 3:56
5. Más que amigo (Paulina Rubio; Estéfano; David Cabrera) - 3:42
6. Ni rosas ni juguetes (Claudia Brant; Nahuel Schairis; Gianmarco) - 3:14
7. Amanecí sin ti (I.Padron; Fernando Osorio; Andres Federico; Levin Wulff) -  3:28
8. Algo de ti (Paulina Rubio; Rafael Vergara; Mauricio Gasca) - 4:05
9. A contra luz (Paulina Rubio; Rafael Vergara) - 3:58
10. Escaleras de arena (Mario Doom; Mónica Vélez) - 2:43

Tracce bonus
1. Ya fue (Deluxe Bonus Track) (Paulina Rubio; Coti Sorokin) - 3:01
2. El tren de la vida (¡Tunes Bonus Track) () - 3:05
3. Causa y efecto (Versión Banda) () - 3:05
4. Causa y efecto (Acustic - ¡Tunes pre-order Bonus Track) (Mario Doom; Mónica Vélez)

DVD
- Making of Gran City Pop Video
- Causa y efecto videoclip
- Behind the Scenes
- Photo Gallery

## Classifiche
| Paese (2009)       | Posizione |
| ------------------ | --------- |
| Messico            | 2         |
| Spagna             | 3         |
| Argentina          | 11        |
| U.S. Billboard 200 | 44        |